# Wikramawardhana
Wikramawardhana (ur. 1353, zm. 1429) – jawajski monarcha i piąty władca Majapahit (1389–1429). Jego panowanie spowodowało znaczne osłabienie państwa.

## Życiorys
Urodził się w 1353 roku. W 1389 roku po śmierci Hajama Wuruka imperium Majapahit zostało podzielone między Bhre Wirabhumi, syna władcy (część wschodnia) oraz Wikramawardhanę ożenionego z córką władcy – Kusmawardhani (zm. 1400) (część zachodnia ze stolicą w Trowulanie). Początkowo taki stan rzeczy został zaakceptowany przez obie strony, jednak w 1405 roku wybuchła trwająca do 1406 roku wojna, w trakcie której Wikramawardhana pokonał Bhre Wirabhumiego. W trakcie trwania wojny od imperium odłączył się Palembang, Pagarujung, Malakka i Brunei, które przekształciły się w niepodległe państwa. W czasie jego rządów państwo uległo osłabieniu, utraciło na znaczeniu i utraciło hegemonie w regionie. Wikramawardhana zmarł w 1429 roku, a tron w wyniku niepełnoletności jego syna Kertawidżaji przejęła w roli regentki jego córka Suhita. Za jego panowania chiński admirał Zheng He kilkukrotnie dopłynął na Sumatrę i Jawę.